# 上郎德村
26°28′28″N 108°03′25″E / 26.47444°N 108.05694°E
上郎德村又称郎德上寨，位于中国贵州省雷山县郎德镇，是苗族聚居的村寨，1986年被国家文物局列为全国第一座露天苗族风情博物馆，1997年被文化部授予“中国民间艺术之乡”，2001年郎德上寨古建筑群被列为第五批全国重点文物保护单位，2010年被列为第五批中国历史文化名村。
郎德上寨始建于元末明初，背山面水，依山而建。民居建筑均为木结构干栏式，大多面阔三间，上下三层，底层养牲畜，二三层住人。寨中间有铜鼓坪，为公共活动场所。寨前建有风雨桥，长40米，宽10米。